# Takahide Umebachi
Takahide Umebachi (梅鉢 貴秀 Umebachi Takahide?), född 8 juni 1992 i Osaka prefektur, är en japansk fotbollsspelare.
Umebachi började sin karriär 2011 i Kashima Antlers. Med Kashima Antlers vann han japanska ligacupen 2011, 2012 och 2015. 2016 blev han utlånad till Montedio Yamagata. Han gick tillbaka till Kashima Antlers 2017. 2018 flyttade han till Zweigen Kanazawa.